# Vencedores do Prémio MTV Movie de melhor canção de filme
Lista dos vencedores do MTV Movie Award de Melhor Canção de Filme. O prêmio criado em 1992 foi suspenso em 1999, tendo retornado em 2009 sob a marca MTV Awards de Melhor Performance Musical.
| Ano  | Canção                            | Artista             | Filme                         |
| ---- | --------------------------------- | ------------------- | ----------------------------- |
| 1992 | (Everything I Do) I Do It for You | Bryan Adams         | Robin Hood: Prince of Thieves |
| 1993 | I Will Always Love You            | Whitney Houston     | The Bodyguard                 |
| 1994 | Will You Be There                 | Michael Jackson     | Free Willy                    |
| 1995 | Big Empty                         | Stone Temple Pilots | The Crow                      |
| 1996 | Kiss from a Rose                  | Seal                | Batman Forever                |
| 1997 | Machinehead                       | Bush                | Fear                          |
| 1998 | Men in Black                      | Will Smith          | Men in Black                  |
| 1999 | I Don't Want to Miss a Thing      | Aerosmith           | Armageddon                    |
| 2009 | The Climb                         | Miley Cyrus         | Hannah Montana: The Movie     |